# Таволожская керамика

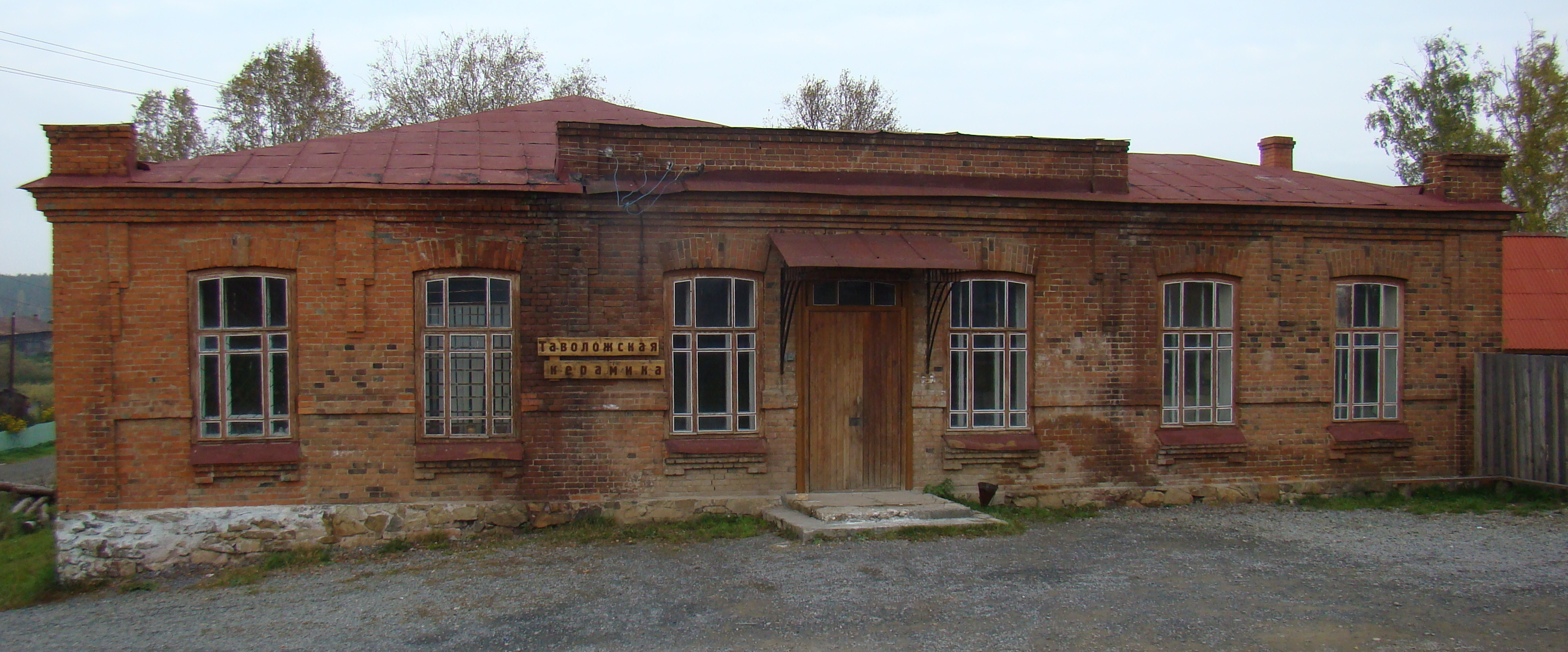
Историческое здание мастерской предприятия «Таволожская Керамика», ныне Музей Таволожской керамики

Таволожская керамика — русский народный промысел изготовления керамических изделий, существующий на Урале, в деревне Верхние Таволги и селе Нижние Таволги Невьянского района Свердловской области России.
Таволожская керамика является единственным керамическим народным промыслом в Свердловской области, уникальное производство керамики из местных красной глины считается крупнейшим предприятием народных художественных промыслов Урала, брендом, известным за пределами Уральского региона.

## История промысла

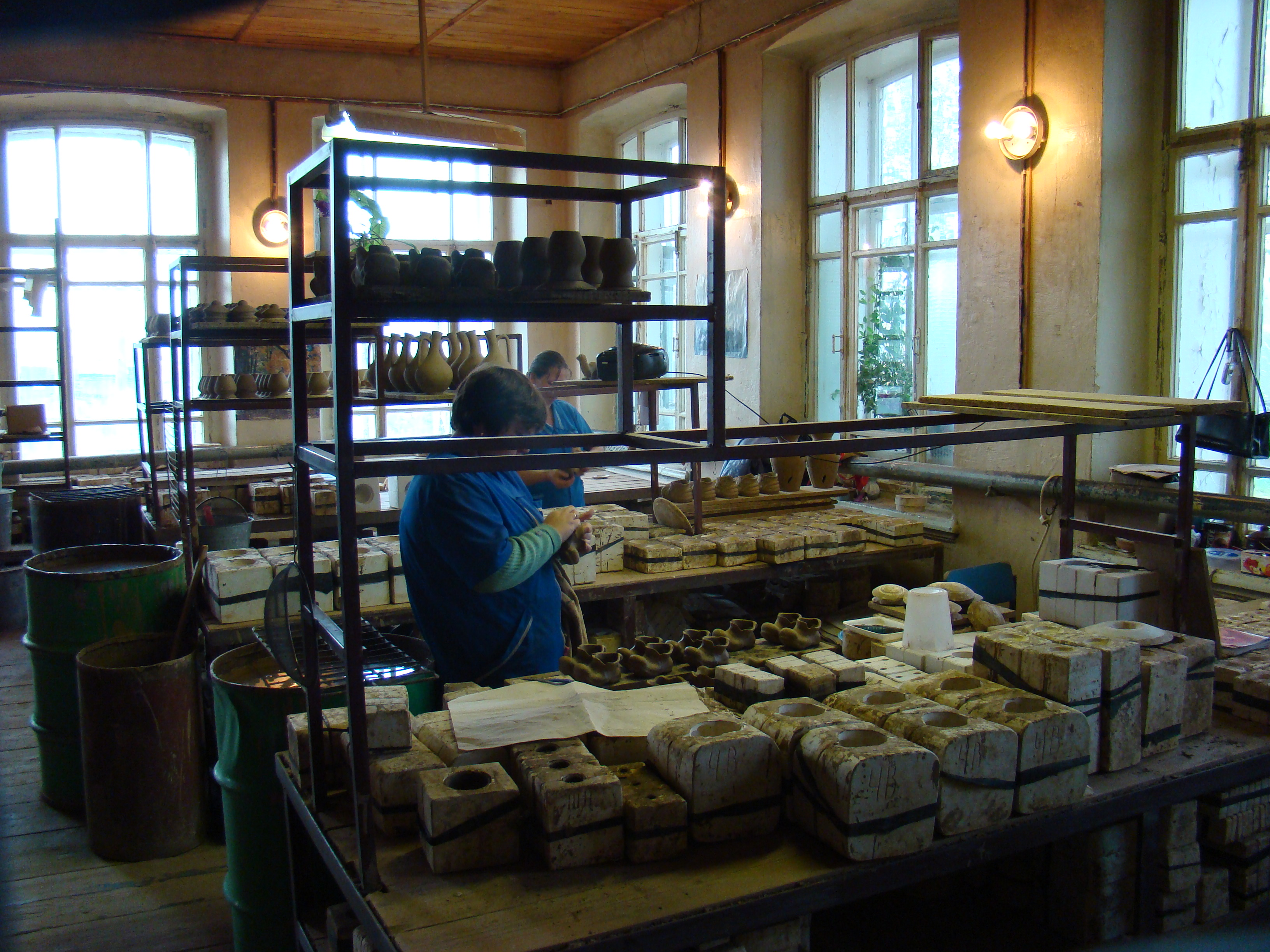
В цеху предприятия Таволожская Керамика

Гончарное производство в селе Нижние Таволги и деревне Верхние Таволги появилось в конце XVII века, когда в этих местах были обнаружены залежи красной глины. В обоих поселениях селились потомственные гончары. Таволжское гончарное производство было широко известно на Урале и славилось своим качеством. С начала XVIII века, когда на Уральской земле начали массово строиться большие заводские посёлки, гончарное дело пользовалось огромным спросом.
По свидетельствам исторических данных в 1887 году в селе Нижних Таволгах было 59 мастерских, в которых работали 108 человек; в 1912 году в селе работало всего 27 мастерских, а в начале 1920-х годов, в расцвет НЭПа их было около ста. В 1929 году в Нижних Таволгах возникла первая артель «Гончар», просуществовавшая три сезона. В 1934 году действовала другая артель — «Новый путь», в 1940-м была организована ещё одна кооперативная промыслово-производственная артель «Керамик», а спустя 15 лет обе артели объединились в «Невьянский завод художественной керамики». Именно в тот период местные мастера превосходно освоили массовый выпуск художественных изделий, в том числе секретами майолики, восстановительных глазурей и ангобирования.
В 1990-е годы после распада СССР предприятие прекратило работу. Сейчас гончарное ремесло возрождается. В настоящее время в селе Нижние Таволги работают предприятия ООО «Таволожская керамика» и мастерская ИП Масликова; в селе Верхние Таволги работает Музей Таволжской керамики с небольшой мастерской.
В июне 2011 года в Верхних Таволгах впервые прошёл ежегодный фестиваль гончарного искусства «Таволлжская свистулька».

## Особенности

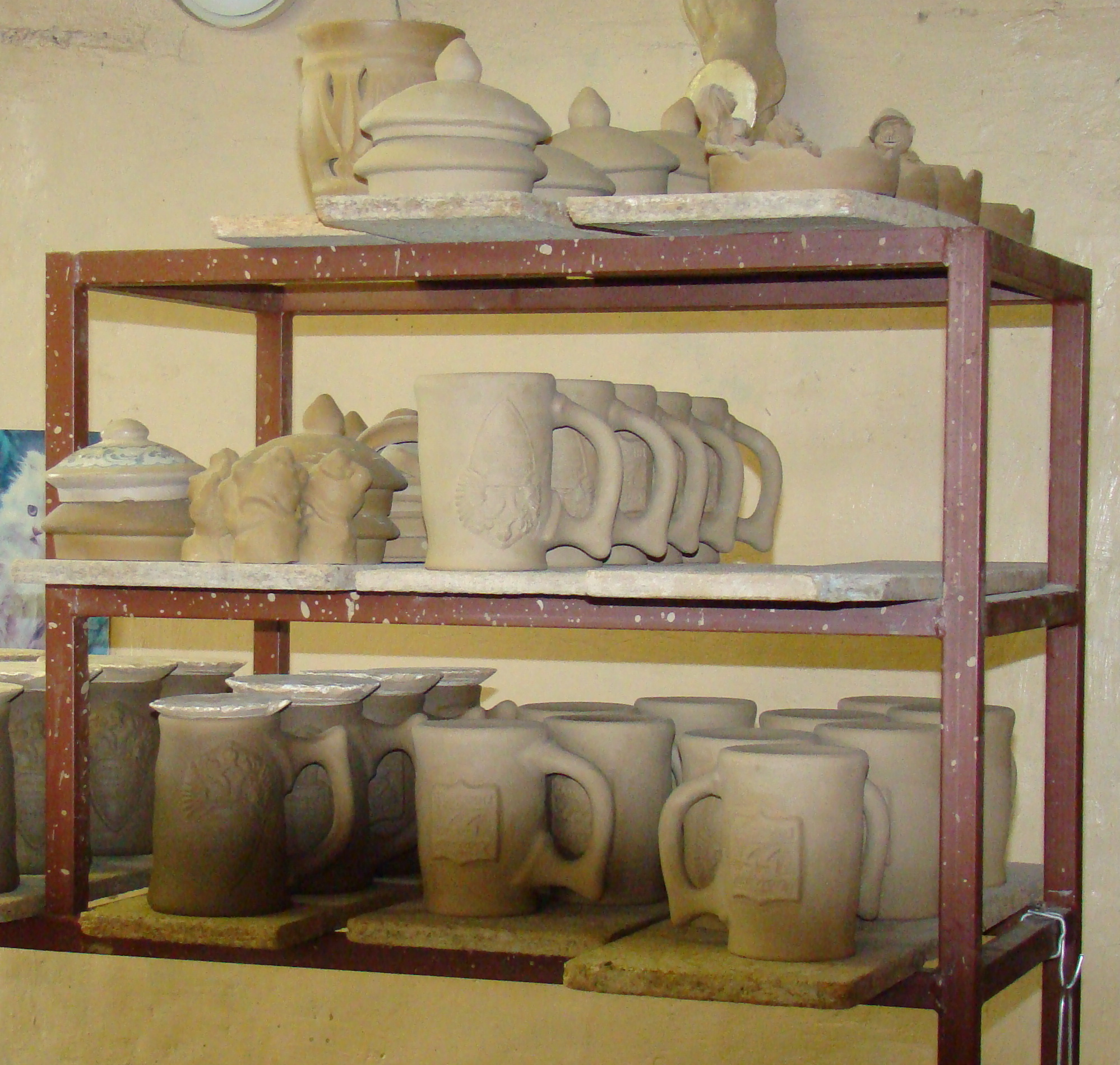
Керамика перед росписью

Таволожская керамика имеет свой особый исторически сформировавшийся стиль. В настоящем мастера и художники предприятия «Таволожская керамика» продолжают местные традиции изготовления керамики: кроме чернолощёной керамики, была восстановлена технология XIX-го века, которая используется в Таволгах для выпуска зелёной («под малахит») керамики. В этой методике применяются легкоплавкие эмали, наносимые по высокотемпературным глазурям с окислами меди, что предаёт изделию неповторимую малахитовую окраску. Также широко используется другая традиционная для данного региона техника — ручная роспись ангобами методом фляндровки.
Ангобирование по традиционной таволожской методике проводится по сырому черепку цветными ангобами при помощи резиновых груш, проходит на вращающемся столике (турнетке). Второй традиционный способ ангобирования осуществляется методом погружения в разноцветные ангобы при вращении изделия. После сушки изделия поступают на обжиг, который происходит при температуре 1000 градусов C. Обожжённую керамику покрывают бесцветной глазурью. Затем следует второй этап обжига. После обработки изделия приобретают традиционную узнаваемую раскраску.
При изготовлении изделий применяются традиционные методы формования и литья в гипсовых формах, точение на гончарном круге, и древнейший способ обработки — лощение.
Традиционной Таволжской керамикой считается:
- чернолощёная керамика (XVIII—XIX века);
- керамика с изумрудной глазуровкой (XIX век);
- керамика с ангобной росписью методом фляндровки (XX век).

Серийно выпускаются следующие керамические изделия: цветочные горшки, кактусники, кашпо, вазы, сувениры и столовая посуда.

## Музей
В деревне Верхние Таволги работает музей Таволжской керамики, открытый на месте старинной гончарной мастерской. Музей располагается в одноэтажном кирпичном здании и с комплексом деревянных приусадебных построек. В музее представлены предметы народного быта, собрана большая коллекция традиционных керамических изделий. В музейном комплексе можно ознакомиться со старинными сельскохозяйственными приспособлениями. Туристы могут поучаствовать в процессе изготовления керамических изделий в мастерской при музее и приобрести изделия в гончарной лавке.
В деревне Нижние Таволги при Таволожском минералогическом музее имеется гостиница, в которой можно остановиться на ночь, там зал отдыха с камином, караоке и бильярдом, есть кухня, в которой можно отведать блюда русской кухни, также имеется душ, русская баня и финская сауна.
Музей Таволожской керамики — популярный туристический объект, ежегодно его посещают тысячи туристов.